# Holzhausen (Hatzfeld)
Holzhausen (bis 1971 Holzhausen b. Battenberg) ist ein Stadtteil von Hatzfeld im nordhessischen Landkreis Waldeck-Frankenberg. Der Ort liegt im Ederbergland in den bewaldeten Höhen der Ederberge an der Eder.

## Geschichte

### Ortsname
Der Ortsname Holzhausen deutet auf eine Siedlung im Wald hin. Aufgrund des Suffixes „–hausen“ lässt die Annahme der Gründung des Ortes im Zeitraum vom 9. bis zum 12. Jahrhundert zu.

### Ortsgeschichte
Die älteste erhaltene urkundliche Erwähnung Holzhausens geht auf das Jahr 1274 zurück. In einer Urkunde vom 2. Februar 1274 schenkte Berta von Schweinsberg, geborene Gräfin von Hatzfeld dem Kloster Haina ihre Güter in Holzhausen.
Zur Zeit der Ersterwähnung gehörte Holzhausen zum Gebiet der Battenberger, einer Nebenlinie der Wittgensteiner. Vor dem Hintergrund der Territorialbestrebungen der beiden mächtigeren Territorialherren, dem Landgraf von Hessen und dem Erzbischof von Mainz, hatten die Battenberger die Lehnshoheit des Bischofs von Mainz anerkannt. Dies bedeutet, dass zum Zeitpunkt der urkundlichen Ersterwähnung Holzhausen zum Machtbereich des Mainzer Erzbischofs gehörte.
Eine Urkunde vom 31. März 1297, welche längere Zeit als erste urkundliche Erwähnung Holzhausens angesehen wurde, besagt, dass die Einwohner des Dorfes Holzhausen eine Kornernte verkauften. Die Tatsache, dass in dieser Urkunde die Einwohner Holzhausens als Vertragspartner genannt werden, lässt den Schluss zu, dass zu dieser Zeit die Dorfbewohner freie Leute und keine Leibeigenen waren.
Die Statistisch-topographisch-historische Beschreibung des Großherzogthums Hessen berichtet 1830 über Holzhausen:

„Holzhausen (L. Bez. Battenberg) evangel. Filialdorf; liegt an der Eder, 1 St. von Battenberg, hat 1 Kirche, 54 Häuser und 342 Einwohner, die bis auf 4 Katholiken evangelisch sind. In der Gemarkung liegen 4 Mühlen, darunter sind drei Mahl- und Oelmühlen, womit zwei Schneidemühlen verbunden sind, sodann eine Lohmühle.“

Hessische Gebietsreform (1970–1977)
Zum 1. April 1971 wurde die bis dahin selbständige Gemeinde Holzhausen im Zuge der Gebietsreform in Hessen auf freiwilliger Basis in die Stadt Hatzfeld (Eder) (damalige Schreibweise Hatzfeld/Eder) eingegliedert. Für Holzhausen wurde, wie für die übrigen Stadtteile, ein Ortsbezirk mit Ortsbeirat und Ortsvorsteher nach der Hessischen Gemeindeordnung gebildet.

### Verwaltungsgeschichte im Überblick
Die folgende Liste zeigt die Staaten und Verwaltungseinheiten, denen Holzhausen angehört(e):
- um 1400 und später: Heiliges Römisches Reich, Kurfürstentum Mainz, Amt Battenberg (zeitweise verpfändet)
- ab 1464: Heiliges Römisches Reich, Landgrafschaft Hessen, Amt Battenberg
- ab 1567: Heiliges Römisches Reich, Landgrafschaft Hessen-Marburg, Amt Battenberg[17]
- 1604–1648: strittig zwischen Hessen-Kassel und Landgrafschaft Hessen-Darmstadt (Hessenkrieg)
- ab 1604: Heiliges Römisches Reich, Landgrafschaft Hessen-Kassel, Amt Battenberg
- ab 1627: Heiliges Römisches Reich, Landgrafschaft Hessen-Darmstadt, Oberfürstentum Hessen, Amt Battenberg[18]
- ab 1806: Großherzogtum Hessen,[Anm. 2] Fürstentum Oberhessen, Amt Battenberg[19]
- ab 1815: Großherzogtum Hessen, Provinz Oberhessen, Amt Battenberg
- ab 1821: Großherzogtum Hessen, Provinz Oberhessen, Landratsbezirk Battenberg[Anm. 3]
- ab 1832: Großherzogtum Hessen, Provinz Oberhessen, Kreis Biedenkopf
- ab 1848: Großherzogtum Hessen, Regierungsbezirk Biedenkopf
- ab 1852: Großherzogtum Hessen, Provinz Oberhessen, Kreis Biedenkopf
- ab 1867: Norddeutscher Bund,[Anm. 4] Königreich Preußen, Provinz Hessen-Nassau, Regierungsbezirk Wiesbaden, Kreis Biedenkopf (übergangsweise Hinterlandkreis)[18]
- ab 1871: Deutsches Reich, Königreich Preußen, Provinz Hessen-Nassau, Regierungsbezirk Wiesbaden, Kreis Biedenkopf
- ab 1918: Deutsches Reich (Weimarer Republik), Freistaat Preußen, Provinz Hessen-Nassau, Regierungsbezirk Wiesbaden, Kreis Biedenkopf
- ab 1932: Deutsches Reich, Freistaat Preußen, Provinz Hessen-Nassau, Regierungsbezirk Kassel, Kreis Frankenberg
- ab 1933: Deutsches Reich, Freistaat Preußen, Provinz Hessen-Nassau, Regierungsbezirk Kassel, Kreis Frankenberg
- ab 1944: Deutsches Reich, Freistaat Preußen, Provinz Kurhessen, Landkreis Frankenberg
- ab 1945: Amerikanische Besatzungszone,[Anm. 5] Groß-Hessen, Regierungsbezirk Kassel, Landkreis Frankenberg
- ab 1946: Amerikanische Besatzungszone, Hessen, Regierungsbezirk Kassel, Landkreis Frankenberg
- ab 1949: Bundesrepublik Deutschland, Hessen, Regierungsbezirk Kassel, Landkreis Frankenberg
- ab 1971: Bundesrepublik Deutschland, Hessen, Regierungsbezirk Darmstadt, Landkreis Frankenberg, Stadt Hatzfeld
- ab 1974: Bundesrepublik Deutschland, Hessen, Regierungsbezirk Kassel, Landkreis Waldeck-Frankenberg, Stadt Hatzfeld

## Bevölkerung

### Einwohnerstruktur 2011
Nach den Erhebungen des Zensus 2011 lebten am Stichtag dem 9. Mai 2011 in Holzhausen 432 Einwohner. Darunter waren 6 (1,4 %) Ausländer.
Nach dem Lebensalter waren 72 Einwohner unter 18 Jahren, 156 zwischen 18 und 49, 114 zwischen 50 und 64 und 90 Einwohner waren älter. Die Einwohner lebten in 195 Haushalten. Davon waren 60 Singlehaushalte, 54 Paare ohne Kinder und 60 Paare mit Kindern, sowie 21 Alleinerziehende und keine Wohngemeinschaften. In 45 Haushalten lebten ausschließlich Senioren und in 120 Haushaltungen lebten keine Senioren.

### Einwohnerentwicklung
| • 1577: | 027 Hausgesesse          |
| • 1712: | 030 Haushaltungen        |
| • 1806: | 314 Einwohner, 50 Häuser |
| • 1829: | 342 Einwohner, 54 Häuser |

| Holzhausen: Einwohnerzahlen von 1791 bis 2019 | Holzhausen: Einwohnerzahlen von 1791 bis 2019 | Holzhausen: Einwohnerzahlen von 1791 bis 2019 | Holzhausen: Einwohnerzahlen von 1791 bis 2019 | Holzhausen: Einwohnerzahlen von 1791 bis 2019 |
| --- | --------------------------------------------- | --------------------------------------------- | --------------------------------------------- | --------------------------------------------- |
| Jahr |                                               |                                               |                                               | Einwohner                                     |
| 1791 | 1791                                          |                                               | 214                                           | 214                                           |
| 1800 | 1800                                          |                                               | 294                                           | 294                                           |
| 1806 | 1806                                          |                                               | 314                                           | 314                                           |
| 1829 | 1829                                          |                                               | 342                                           | 342                                           |
| 1834 | 1834                                          |                                               | 325                                           | 325                                           |
| 1840 | 1840                                          |                                               | 345                                           | 345                                           |
| 1846 | 1846                                          |                                               | 408                                           | 408                                           |
| 1852 | 1852                                          |                                               | 410                                           | 410                                           |
| 1858 | 1858                                          |                                               | 390                                           | 390                                           |
| 1864 | 1864                                          |                                               | 366                                           | 366                                           |
| 1871 | 1871                                          |                                               | 339                                           | 339                                           |
| 1875 | 1875                                          |                                               | 341                                           | 341                                           |
| 1885 | 1885                                          |                                               | 350                                           | 350                                           |
| 1895 | 1895                                          |                                               | 345                                           | 345                                           |
| 1905 | 1905                                          |                                               | 336                                           | 336                                           |
| 1910 | 1910                                          |                                               | 349                                           | 349                                           |
| 1925 | 1925                                          |                                               | 354                                           | 354                                           |
| 1939 | 1939                                          |                                               | 362                                           | 362                                           |
| 1946 | 1946                                          |                                               | 595                                           | 595                                           |
| 1950 | 1950                                          |                                               | 548                                           | 548                                           |
| 1956 | 1956                                          |                                               | 460                                           | 460                                           |
| 1961 | 1961                                          |                                               | 448                                           | 448                                           |
| 1967 | 1967                                          |                                               | 484                                           | 484                                           |
| 1980 | 1980                                          |                                               | ?                                             | ?                                             |
| 1990 | 1990                                          |                                               | ?                                             | ?                                             |
| 2000 | 2000                                          |                                               | ?                                             | ?                                             |
| 2011 | 2011                                          |                                               | 432                                           | 432                                           |
| 2015 | 2015                                          |                                               | 475                                           | 475                                           |
| 2019 | 2019                                          |                                               | 465                                           | 465                                           |
| Datenquelle: Historisches Gemeindeverzeichnis für Hessen: Die Bevölkerung der Gemeinden 1834 bis 1967. Wiesbaden: Hessisches Statistisches Landesamt, 1968. Weitere Quellen: LAGIS; Stadt Hatzfeld (Webarchiv):2015, 2019:; Zensus 2011 |                                               |                                               |                                               |                                               |

### Historische Religionszugehörigkeit
| • 1829: | 338 evangelische(= 98,83 %), 4 katholische (= 1,17 %) Einwohner   |
| • 1885: | 350 evangelische (= 100 %) Einwohner                              |
| • 1961: | 411 evangelische (= 91,74 %), 33 katholische (= 7,37 %) Einwohner |